# Le Garçon « à la menotte »
Le Garçon « à la menotte » (Мальчик с ручкой) est une nouvelle de l'écrivain russe Fiodor Dostoïevski publiée en janvier 1876 dans son Journal d'un écrivain.

## Éditions françaises
- Dernières Miniatures (cette édition regroupe les courts récits suivants : Bobok, Petites Images, Le Quémandeur, Petites Images (En voyage), Le Garçon "à la menotte" , Le Moujik Maréi, La Centenaire, Le Triton), traduites par André Markowicz, Arles, Éd. Actes Sud, Collection Babel, 2000.  (ISBN 2 7427 3106 7)

## Résumé
Le narrateur nous fais suivre la soirée d'un "garçon à la menotte", terme utilisé par la population des villes pour désigner les enfants demandant l'aumône dans les rues. Il s'endort et fit la connaissance d'autres âmes comme lui.